# Real Madriz
Ne doit pas être confondu avec Real Madrid.
Maillots
Real Madriz FC est un club de football professionnel nicaraguayen basé à Somoto.
Son rival local est le Deportivo Ocotal.

## Histoire
Il accède a la première division en 1999 après de longues années entre la deuxième et troisième division